# يوم الحب الأسود
يوم الحب الأسود (بالإنجليزية: Black Love Day)‏ هو احتفالٌ سنويٌ في 13 فبراير (شباط)، ويعد مكملًا ليوم الحب (14 فبراير). يهدف يوم الحب الأسود إلى التركيز على حب الذات والتواصل والحفاظ على العادات والتقاليد، خاصةً في المجتمع الأمريكي الإفريقي، بدلًا من التركيز على الحب الرومانسي.

## التاريخ
احتُفل بيوم الحب الأسود للمرة الأولى في واشنطن العاصمة عام 1993. صُمم هذا اليوم بتصورٍ من المنظِمة المجتمعيَّة آيو هاندي-كيندي (Ayo Handy-Kendi)، والتي شعرت بإلزامٍ من "الخالق" للقيام بشيء لتعزيز الوحدة الأمريكية الإفريقية، وذلك بعد مشاهدة فيلم مالكولم إكس في المسرح. بعد وفاة ابنها في عام 1994 بسبب العنف، أضافت آيو هاندي كيندي "مراسم العلاقة" إلى الاحتفال، حيث يختار شخص ما مسامحة شخص آخر أخطأ بحقه، أو الاعتذار عن خطئه بحق شخصٍ آخر.

## العادات
رمز يوم الحب الأسود هو الأكوما [الإنجليزية] (القلب)، الذي يمثل الحب والوحدة والصبر في ثقافة غرب إفريقيا. يُحيي المشاركون بعضهم البعض بعبارة nya akoma (بالعربية: نيا أكوما)، والتي تعني «خذ قلبًا وكن صبورًا».
يكون موضوع الاحتفال مختلفًا كل عامٍ، لكنه يعتمد دائمًا على خمسة مبادئ: "الحب تجاه الخالق، وحب الذات، وحب الأسرة، والحب داخل المجتمع الأسود وحب السود".

## روابط خارجية
- يوم الحب الأسود – رابطة الأعياد الأمريكية الإفريقية